# Xã Barnett, Quận Roseau, Minnesota
Xã Barnett (tiếng Anh: Barnett Township) là một xã thuộc quận Roseau, tiểu bang Minnesota, Hoa Kỳ. Năm 2010, dân số của xã này là 139 người.